# Wrośniak miękkowłosy

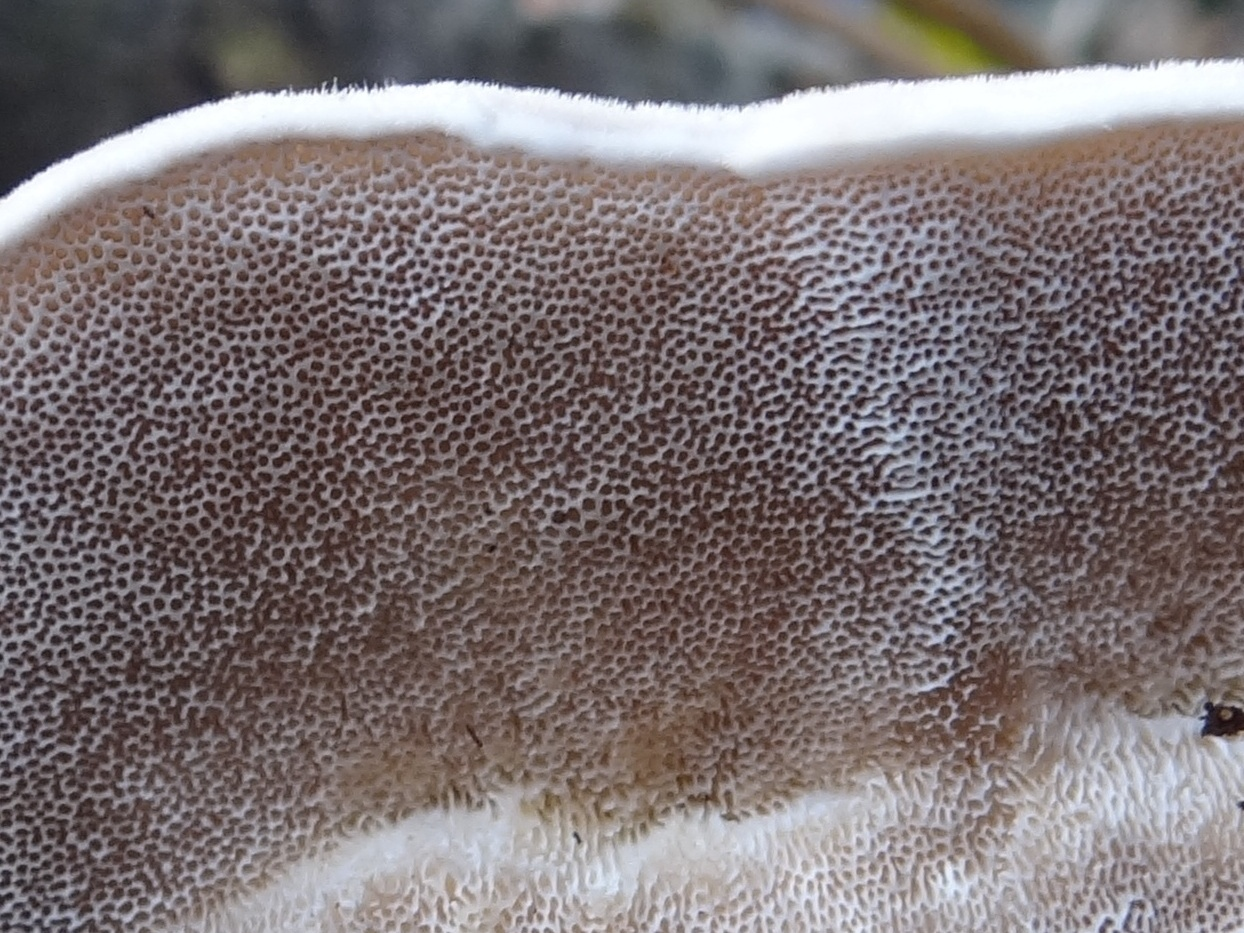
Hymenofor

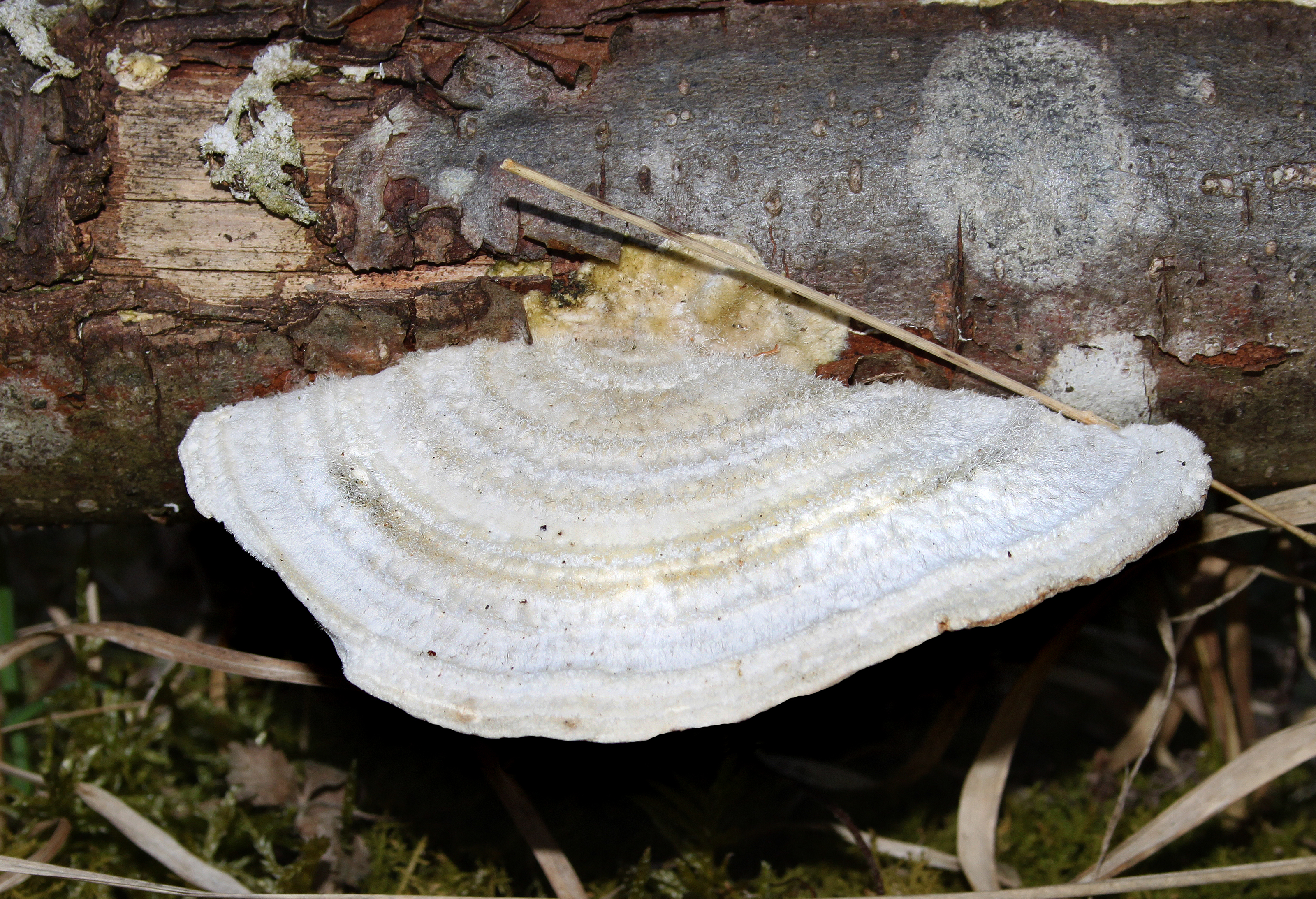
Pojedynczy owocnik wrośniaka miękkowłosego

Wrośniak miękkowłosy (Trametes pubescens (Schumach.) Pilát) – gatunek grzybów z rodziny żagwiowatych (Polyporaceae).

## Systematyka i nazewnictwo
Pozycja w klasyfikacji według Index Fungorum: Trametes, Polyporaceae, Polyporales, Incertae sedis, Agaricomycetes, Agaricomycotina, Basidiomycota, Fungi.
Po raz pierwszy takson ten zdiagnozował w 1803 r. Schumacher nadając mu nazwę Boletus pubescens. Obecną, uznaną przez Index Fungorum nazwę nadał mu w 1939 r. Albert Pilát, przenosząc go do rodzaju Trametes.
Synonimów ma około 50.
Nazwę polską podał Władysław Wojewoda w 1999 r. W polskim piśmiennictwie mykologicznym ma też inne nazwy: wrośniak omszony, żagiew omszona.

## Morfologia
Owocnik
Osiąga szerokość do 8 cm. Przyrasta do drzewa bokiem lub środkowo. Przy bocznym przyrośnięciu ma kształt konsolowaty, przy przyrośnięciu środkowym talerzowaty lub nerkowaty. Ma niemal biały kolor i nie jest tak wyraźnie strefowany, jak inne wrośniaki. Zazwyczaj tylko obrzeże owocnika ma ciemniejszy, kremowy lub różowawy kolor. Górna powierzchnia omszona drobnymi kosmkami. Często występuje gromadnie, czasami sąsiednie owocniki zrastają się z sobą bokiem. Starsze owocniki stają się niemal łyse (pozbawione kosmków) i są wzdłużnie oraz promieniście marszczone i czasami chropate.
Hymenofor
Rurkowaty. Rurki mają długość do 6 mm, kolor kremowy, u starszych owocników żółtawy. Pory 3-5-kątne.
Miąższ
Biały, bez wyraźnego zapachu, twardy i łykowaty.
Wysyp zarodników
Biały. Zarodniki gładkie, cylindryczne, nieamyloidalne, o rozmiarach 0,7-0,5 × 1,5–2 μm.

## Występowanie i siedlisko
W Ameryce Północnej jest szeroko rozprzestrzeniony. W Polsce jest dużo rzadszy od wrośniaka różnobarwnego (Trametes versicolor). Znajduje się na Czerwonej liście roślin i grzybów Polski. Ma status R – potencjalnie zagrożony z powodu ograniczonego zasięgu geograficznego i małych obszarów siedliskowych. Znajduje się na listach gatunków zagrożonych także w Austrii i Danii.
Zazwyczaj rośnie grupowo, przy czym sąsiednie owocniki zachodzą na siebie dachówkowato. Rośnie na martwym drewnie, głównie drzew liściastych, szczególnie o twardym drewnie. Na drzewach iglastych występuje rzadko.

## Znaczenie
Grzyb jednoroczny, saprotrof. Ze względu na łykowatość i mierny smak, zazwyczaj uważany jest za grzyb niejadalny, jednak na opracowanej dla FAO liście jest wymieniony jako grzyb zjadany w Hongkongu.

## Gatunki podobne
Kosmki na powierzchni i słabe strefowanie pozwalają łatwo odróżnić ten gatunek od innych wrośniaków. Owłosioną powierzchnię ma też znacznie bardziej pospolity wrośniak szorstki (Trametes hirsuta), ale jest wyraźnie strefowany i zazwyczaj ciemniejszy.